# Долгелай
Долгѐлай (на уелски: Dolgellau, Долгѐхлай, на местния диалект Долгѐхли) е град в Северозападен Уелс, графство Гуинед. Разположен е около река Унион на около 50 km северозападно от английския град Шрусбъри. На около 40 km на север от Долгелай е главният административен център на графството Карнарвън. До 1996 г. е бил главен административен център на графство Мерианътшър. Туризмът и селското стопанство са основните отрасли в икономиката на града. От 1992 г. тук се провежда музикален попфестивал. Населението му е 2678 жители според данни от преброяването през 2001 г.

## Побратимени градове
- Геранд, Франция